# 9-й стрелковый корпус
9-й стрелковый Бранденбургский Краснознамённый ордена Суворова корпус (9 ск), ранее 9-й стрелковый корпус, в 1941 году 9-й особый стрелковый корпус — воинское соединение Красной армии и Советских Вооружённых Сил до, во время и после Великой Отечественной войны.

## Первое формирование
Управление корпуса сформировано в августе 1922 года в Северо-Кавказском военном округе.
Управление корпуса дислоцировалось в городах (период):
- Грозный (август 1922 — январь 1923);
- Владикавказ (январь 1923 — август 1925);
- Новочеркасск (август 1925 — май 1932);
- Краснодар (май 1932 — май 1941).

Во второй половине мая 1941 года управление корпуса с корпусными частями и 106-й стрелковой дивизией было передислоцировано в Крым (Одесский военный округ), где в состав корпуса были включены 156-я стрелковая и 32-я кавалерийская дивизии, а сам корпус получил наименование «9-й особый стрелковый корпус». Штаб корпуса расположился в Симферополе.
Из воспоминаний П. И. Батова:

В Крым я попал неожиданно, перед самым началом войны. 13 — 17 июня 1941 года в Закавказье, где я был заместителем командующего округом, проходили учения.

Только вернулся с них — узнаю, что мне приказано срочно прибыть в Москву. Начальник штаба округа генерал Ф. И. Толбухин подготовил все необходимые справки и материалы по нуждам Закавказского военного округа для доклада наркому и краткую памятную записку. Мы располагали убедительными данными о том, что крупные ударные группировки немецко-фашистских войск сосредоточиваются у западных границ нашей страны. Как говорится, уже пахло грозой, поэтому я счел нужным особо остановиться на выводах по обстановке и на имевшихся у нас сведениях о положении на наших границах.
Выслушав доклад, маршал С. К. Тимошенко поставил меня в известность о том, что я назначен на должность командующего сухопутными войсками Крыма и одновременно командиром 9-го корпуса. При этом маршал ни словом не обмолвился о том, каковы должны быть взаимоотношения с Черноморским флотом, что делать в первую очередь, если придётся срочно приводить Крым в готовность как театр военных действий. Он лишь вскользь упомянул о мобилизационном плане Одесского военного округа, куда организационно входила территория Крыма, и отпустил меня, тепло попрощавшись и пожелав успеха на новом месте службы. Это было 20 июня 1941 года.— Батов П. И. В походах и боях. — М.: Воениздат, 1974
На 21 июня 1941 г. 9-й особый стрелковый корпус входил в состав Одесского военного округа.
22 июня 1941 г. 9-й особый стрелковый корпус вошёл в состав 9-й отдельной армии, образованной на базе управления и частей Одесского военного округа.
24 июня 1941 9-й особый стрелковый корпус был подчинён непосредственно Южному фронту.
В начале июля 1941 года 32-я кавалерийская дивизия выбыла из состава корпуса.
14 августа 1941 года на базе 9-го отдельного стрелкового корпуса сформирована 51-я Отдельная армия на правах фронта с оперативным подчинением ей Черноморского флота. Командующим армией был назначен генерал-полковник Ф. И. Кузнецов, его заместителем — генерал-лейтенант П. И. Батов. Командиром 9-го стрелкового корпуса назначен генерал-майор И. Ф. Дашичев, военным комиссаром корпуса — полковой комиссар А. И. Болдырев, начальником штаба корпуса — полковник Н. П. Баримов. В состав корпуса вошли 106-я сд (командир полковник А. Н. Первушин, комиссар полковой комиссар И. И. Баранов), 156-я сд (командир генерал-майор П. В. Черняев, комиссар полковой комиссар Р. С. Бубличенко) и 271-я сд (командир полковник М. А. Титов, комиссар старший батальонный комиссар П. Г. Гнилуша).
Военный совет 51-й Отдельный армии потребовал от командиров дивизий к исходу дня 21 августа обеспечить готовность обороны перешейков.
В сентябре-октябре корпус вёл боевые действия на Перекопе в составе Оперативной группы войск 51-й Отдельной армии.

### Полное название
9-й особый стрелковый корпус

### Состав
На 1.06.1941:
- управление корпуса
- 106-я стрелковая дивизия
- 156-я стрелковая дивизия
- 32-я кавалерийская дивизия
- корпусные части[4]:

- 73-й отдельный батальон связи
- 19-й сапёрный батальон.

На 30.07.1941:
- управление корпуса
- 106-я стрелковая дивизия
- 156-я стрелковая дивизия
- 276-я стрелковая дивизия
- корпусные части

На 14.08.1941:
- управление корпуса
- 106-я стрелковая дивизия[5].
- 156-я стрелковая дивизия[5].
- 271-я стрелковая дивизия[5].
- корпусные части:

- 73-й отдельный батальон связи.
- 19-й сапёрный батальон.

На 20.08.1941:
- управление корпуса
- 106-я стрелковая дивизия[5].
- 276-я стрелковая дивизия[5].
- 156-я стрелковая дивизия[5].
- 271-я стрелковая дивизия[5].
- корпусные части:

- 73-й отдельный батальон связи.
- 19-й сапёрный батальон.

На 1943 год:
- управление корпуса
- 301-я стрелковая дивизия
- 230-я стрелковая дивизия
- 320-я стрелковая дивизия
- корпусные части

### Подчинение
| На дату           | Фронт (округ) | Армия                                 | Примечания |  |
| ----------------- | ------------- | ------------------------------------- | ---------- |  |
| 1.06.1941         | ОдВО          | -                                     | -          |  |
| 22.06.1941. 00.00 | ОдВО          | -                                     | -          |  |
| 22.06.1941. 12.00 | -             | 9-я Отдельная армия на правах фронта  | -          |  |
| 24.06.1941        | Южный фронт   | -                                     | -          |  |
| 1.09.1941         | -             | 51-я Отдельная армия на правах фронта | -          |  |
| 1.09.1941         | -             | 51-я Отдельная армия                  | -          |  |

### Командиры
| Дата                           | Имя                             | Звание            | Примечания |
| ------------------------------ | ------------------------------- | ----------------- | ---------- |
| 06.1922 — 21.07.1923           | Белов, Иван Панфилович и.д.     |                   |            |
| 12.1923 — 02.1924              | Василенко, Матвей Иванович      |                   |            |
| 12.02.1924 — 05.06.1924        | Белов, Иван Панфилович          |                   |            |
| 30.12.1924 — 03.1926           | Смолин, Иван Иванович           |                   |            |
| май 1926 — июнь 1929           | Ковтюх, Епифан Иович            |                   |            |
| 20.06.1929 — 14.05.1931        | Бахтин, Александр Николаевич    |                   |            |
| 1931 — 03 мая 1932             | Вострецов, Степан Сергеевич     |                   |            |
| 23.05.1932 — 09.06.1936        | Ковалёв, Михаил Прокофьевич     |                   |            |
| 06.1936 — 19.04.1937           | Кутеталадзе, Георгий Николаевич | комдив            | арестован  |
| 13 июня 1937 — 30 декабря 1937 | Качалов, Владимир Яковлевич     | комдив            |            |
| 19 июня 1941 — 14 августа 1941 | П. И. Батов                     | генерал-лейтенант |            |
| 11 сентября 1941 — 7 мая 1942  | И. Ф. Дашичев                   | генерал-майор     |            |

### Начальники штаба
| Дата | Имя           | Звание    | Примечания |
| ---- | ------------- | --------- | ---------- |
|      | Н. П. Баримов | полковник |            |

## Боевая деятельность

### 1941 год
13 мая. 106-я сд содержалась по штатам № 04/120. В мае в Северо-Кавказском военном округе доукомплектована военнообязанными запаса. 13 мая 1941 года дивизия убыла в состав Одесского военного округа на Крымский полуостров в Крымскую АССР РСФСР.
32-я кавалерийская дивизия по директиве начальника Генерального штаба РККА от 13 мая 1941 убыла в Крым, в состав 9-го особого стрелкового корпуса Одесского военного округа. 
В мае-июне 1941 года управление 9-го стрелкового корпуса (командир — ?, начальник штаба — полковник Н. П. Баримов) было переведено из Северо-Кавказского военного округа в Одесский военный округ в Крым. Корпус должен был получить в свой состав 106-ю, 156-ю стрелковые и 32-ю кавалерийскую дивизию, 73-й отдельный батальон связи и 19-й сапёрный батальон. Штаб в городе Симферополь.
25 мая. Юго-Западное направление, Одесский военный округ, 9-й отдельный стрелковый корпус сформирован в мае 1941 года в составе 106-й стрелковой, 156-й стрелковой, 32-й кавалерийской дивизии и корпусных частей. Управление корпуса находилось в г. Симферополь Крымской АССР Российской Советской Социалистической Республики Союза Советских социалистических Республик.
В Крыму был сформирован 9-й отдельный стрелковый корпус Одесского военного округа. Его управление дислоцировалось в г. Симферополе. В состав корпуса входили 106-я, 156-я стрелковые и 32-я кавалерийская дивизии.
106-я сд содержалась по штатам № 04/120. В мае в Северо-Кавказском военном округе доукомплектована военнообязанными запаса. 13 — 25 мая 1941 г. дивизия передислоцирована в состав Одесского военного округа на Крымский полуостров в Крымскую АССР РСФСР.
В состав 106-й сд входили 397, 442 и 534-й сп, 553-й лап, 574-й гап, 449-й озадн, 201-й од ПТО, 167-й орб, 156-й осапб, 500-й обс, 143-й мсб, 197-й атб, 77-я орхз, другие дивизионные части. Командир дивизии комбриг М. С. Ткачёв,, зам. командира по политчасти полковой комиссар И. И. Баранов, начальник штаба дивизии полковник И. А. Севастьянов, начальник артиллерии дивизии полковник Б. П. Лашин. Дислоцировалась дивизия в районе г. Симферополя и г. Севастополя, имея задачу противодесантной обороны западного побережья полуострова на участке озеро Бакальское, г. Севастополь. 534-й стрелковый полк дислоцировался в районе Ангара, прикрывая ялтинское и алуштинское направления. Штаб дивизии находился в селе Черново. Укомплектованность дивизии находилась в пределах половины положенного числа по штату.
156-я сд. На 1.01.1941 г. дивизия дислоцировалась в г. Симферополь и численность дивизии была 12000 чел.
В состав 156-й сд входили 361, 417 и 530-й сп, 434-й лап, 498-й гап, 483-й озадн, 260-й од ПТО, 183-й орб, 265-й осапб, 215-й обс, 217-й мсб, 183-й атб, 204-я орхз, другие дивизионные части. Командир дивизии генерал-майор П. В. Черняев, начальник штаба дивизии полковник В. К. Гончарук. Дивизия прикрывала южное и восточное побережье полуострова от г. Ялты до г. Керчи. 417-й стрелковый и 434-й артиллерийский полки обороняли район г. Феодосии и г. Керчи. Штаб дивизии вместе с 498-м гаубичным артиллерийским полком располагался в местечке Карасу-Базар, 530-й стрелковый полк — в г. Севастополе.
32-я кавалерийская дивизия 13 — 25 мая 1941 г. передислоцирована в состав Одесского военного округа. В середине июля 32-я кавдивизия переводится в состав Западного фронта, в Белоруссию. 
1 июня. Войска Одесского военного округа прикрывали государственную границу СССР с Румынией от м. Липканы в Молдавской АССР УССР по реке Прут до устья реки Дунай, далее побережье Чёрного моря от устья реки Дунай до Керченского пролива, взаимодействуя с Черноморским флотом (Одесской и Севастопольской военно-морскими базами, Очаковским и Керченским секторами береговой обороны) и Дунайской военной флотилией. Для противодесантной обороны территории Крымского полуострова в округе предназначался 9-й отдельный стрелковый корпус. По плану прикрытия границы в случае объявления мобилизации на базе управления и штаба Одесского военного округа вновь формировалась 9-я Отдельная армия, которая должна была войти в состав войск Юго-Западного фронта. После начала боевых действий эта усиленная армия должна была нанести удар в направлении м. Тульча, м. Констанца в Румынии, выйти на границу с Болгарией и отрезать Румынию от Чёрного моря, тем самым лишить Германию румынских нефтепродуктов.
20 июня, пятница. 20 июня генерал-лейтенант Батов, Павел Иванович был на приёме у Народного комиссара обороны СССР Маршала Советского Союза С. К. Тимошенко, который объявил ему о назначении его командующим сухопутными войсками Крыма и одновременно командиром 9-го отдельного стрелкового корпуса.
В 1940 году Павел Иванович Батов был назначен заместителем командующего войсками Закавказского военного округа, ему присваивается воинское звание комдив, начале июня 1941 года — генерал-лейтенант.
21 июня, суббота. На 21 июня 1941 г. 9-й отдельный стрелковый корпус входил в состав Одесского военного округа.
 Сухопутные войска Крыма
Командующий сухопутными войсками Крыма генерал-лейтенант П. И. Батов.
Состав войск:
- 9-й отдельный стрелковый корпус, управление и корпусные части в г. Симферополь Крымской АССР РСФСР[3].

Командование корпуса:
- Командир корпуса генерал-лейтенант П. И. Батов.
- Заместитель командира корпуса по политической части.
- Начальник штаба корпуса полковник Н. П. Баримов.

- управление корпуса
- 106-я стрелковая дивизия. Командир дивизии полковник А. Н. Первушин.
- 156-я стрелковая дивизия. Командир дивизии генерал-майор П. В. Черняев.
- 32-я кавалерийская дивизия. Командир дивизии полковник А. И. Бацкалевич.

Корпус выполнял задачу по охране Черноморского побережья Крымского полуострова от возможных морских и воздушных десантов противника.
- Тыловые части Одесского военного округа[3].
- Местные органы военного управления[3].
- Симферопольское интендантское военное училище[3].
- Качинское училище ВВС[3].

21 июня Батов прибыл к новому месту службы. В Симферополе, он сразу же приступил к делам. Начальник штаба корпуса полковник Н. П. Баримов представил командиру корпуса штабных командиров и командира 156-й дивизии генерала П. В. Черняева, соединение которого было наиболее подготовленным к боевым действиям.
Положение в стрелковом корпусе оказалось гораздо хуже, чем предполагал Батов: обе стрелковые дивизии были недостаточно укомплектованы личным составом, корпусные части не имели артиллерии, лёгких танков, средств связи. Из доклада полковника Н. П. Баримова П. И. О 156-й сд докладывал генерал П. В. Черняев, о жизни и боевой учёбе полков в лагерях, расположенных недалеко от г. Алушты. Черняев был обеспокоен тем, что техническая вооружённость дивизии не отвечала необходимым требованиям. После обстоятельной беседы Батов обещал утром прибыть в 156-ю дивизию и на совещании командиров и политработников обсудить все детали, так как боевая готовность частей дивизии должна быть на высоте, ввиду международной обстановки. Уже поздним вечером Павел Иванович лёг отдохнуть, но заснуть не мог. Привыкший к точным расчётам, он старался понять, сколько времени понадобится на реализацию запланированных мероприятий.
В 23 часа 45 минут 21 июня в западные приграничные округа телеграфом передавалась директива Наркома обороны СССР Маршала Советского Союза С. К. Тимошенко № 1 от 21 июня 1941 года о приведении войск в боевую готовность Ленинградского военного округа, Прибалтийского особого военного округа, Западного особого военного округа, Киевского особого военного округа, Одесского военного округа.
22 июня, воскресенье
22 июня 1941 г. 9-я Отдельная армия образована на базе управления и частей Одесского военного округа. 9-й отдельный стрелковый корпус вошёл в состав 9-й Отдельной армии.
К 10.00 военные комиссариаты Крымской АССР РСФСР получили телеграмму Народного комиссара обороны СССР о мобилизации.
В 12.00 по радио передано сообщение советского правительства о нападении Германии на СССР.
9-й отдельный корпус вступил в войну в следующем составе:
Корпусные части:
- 73-й отдельный батальон связи
- 19-й сапёрный батальон.

Управление корпуса в городе Симферополе Крымской области РСФСР.
156-я стрелковая дивизия (361, 417 и 530 стрелковые, 434 артиллерийский полки)
Командир дивизии генерал-майор П. В. Черняев.
Начальник штаба — полковник В. К. Гончарук.
Дивизия находилась в действующей армии: 22.06.1941 — 28.11.1942. (сайт РККА)
Управление дивизии в г. Евпатория.
Состав дивизии:
- 417-й стрелковый полк[15][16].
- 876-й стрелковый полк[16].
- 361-й стрелковый полк[15][16].
- 530-й стрелковый полк[15][16].
- 434-й артиллерийский полк[15][16].
- 498-й гаубичный артиллерийский полк[15].
- 260-й отдельный истребительно-противотанковый дивизион[15][16].
- 174-й зенитная артиллерийская батарея[16].
- 483 отдельный зенитный артиллерийский дивизион[15].
- 183-й разведывательный батальон[16].
- 265-й сапёрный батальон[15][16],
- 215-й отдельный батальон связи[15][16].
- 217-й медико-санитарный батальон[15][16],
- 204-й отдельная рота химзащиты[15][16].
- 183-й автотранспортный батальон[15][16].
- 215-я полевая хлебопекарня[16].
- 137-я дивизионная артиллерийская мастерская[16].
- 267-я сапожная мастерская[16].
- 450-я полевая почтовая станция[16].
- 238-я полевая касса Госбанка[16].

106-я стрелковая дивизия (397, 442 и 534 стрелковые полки)
Командир дивизии комбриг М. С. Ткачёв (до 01.07.1941 г.).
Заместитель командира дивизии по политической части полковой комиссар И. И. Баранов.
Начальник штаба дивизии полковник И. А. Севастьянов.
Начальник оперативного отдела штаба дивизии майор А. М. Павловский.
Начальник артиллерии дивизии полковник Б. П. Лашин.
Управление дивизии в г. Симферополь.
Состав дивизии:
- 397-й стрелковый полк[15][16].
- 442-й стрелковый полк[15][16].
- 534-й стрелковый полк[15][16].
- 553-й артиллерийский полк[15][16].
- 574-й артиллерийский полк — командир полка — полковник Г. Б. Авин[15][16].
- 201-й отдельный истребительно-противотанковый дивизион[15][16].
- 430-я зенитная артиллерийская батарея[16].
- 449-й отдельный зенитный артиллерийский дивизион)[15].
- 167-й разведывательная рота (167 разведывательный батальон)[15][16].
- 156-й сапёрный батальон[15][16].
- 500-й отдельный батальон связи[15][16].
- 143-й медико-санитарный батальон[15][16].
- 77-я отдельная рота химзащиты[15][16].
- 197-я автотранспортная рота[16].
- 197 автотранспортный батальон)[15].
- 145-й полевой автохлебозавод[16].
- 16-й дивизионный ветеринарный лазарет[16].
- 734-я (650) полевая почтовая станция[16].
- 37-я полевая касса Госбанка[16].

32-я кавалерийская дивизия (65, 86, 121, 153 кавалерийские, 18 танковый полки)
Командир дивизии полковник А. И. Бацкалевич.
- В дивизии личного состава 9240 чел., лошадей 7625 голов, 64 станковых пулемётов, 76,2-мм полковых пушек 16 штук, 45-мм противотанковых орудий 4 штуки, 82-мм миномётов 4 штуки, 37-мм зенитных орудий 3 штуки, 4х7,62-мм зенитных установок «Максим» 3 штуки, быстроходных лёгких танков БТ-7 (БТ-2, БТ-5) 64 штуки, средних бронеавтомобилей БА-10 8 штук, лёгких бронеавтомобилей БА-20 10 штук, 122-мм гаубиц 8 штук, 76-мм дивизионных пушек УСВ 8 штук, 76,2-мм зенитных орудий 4х7 8 штук,62-мм зенитные установки «Максим» 6 штук, легковых автомобилей, грузовых автомобилей, тягачей, мотоциклов.

Состав дивизии (на 1939—1940):
- 65-й кавалерийский полк[18].

- В кавалерийском полку: личного состава 1369 чел., 4 сабельных эскадрона (лошадей 1788 голов), 1 пулемётный эскадрон (16 станковых пулемётов), 1 конно-артиллерийская батарея (76,2-мм полковых пушек 4 штуки), 1 противотанковая артиллерийская батарея (45-мм противотанковых орудий 4 штуки), 1 миномётная батарея (82-мм миномётов 4 штуки), 1 зенитно-артиллерийская батарея (37-мм зенитных орудий 3 штуки, 4х7,62-мм зенитных установок «Максим» 3 штуки).

- 86-й кавалерийский полк[18].

- В кавалерийском полку: личного состава 1369 чел., 4 сабельных эскадрона (лошадей 1788 голов), 1 пулемётный эскадрон (16 станковых пулемётов), 1 конно-артиллерийская батарея (76,2-мм полковых пушек 4 штуки), 1 противотанковая артиллерийская батарея (45-мм противотанковых орудий 4 штуки), 1 миномётная батарея (82-мм миномётов 4 штуки), 1 зенитно-артиллерийская батарея (37-мм зенитных орудий 3 штуки, 4х7,62-мм зенитных установок «Максим» 3 штуки).

- 121-й кавалерийский полк[18].

- В кавалерийском полку: личного состава 1369 чел., 4 сабельных эскадрона (лошадей 1788 голов), 1 пулемётный эскадрон (16 станковых пулемётов), 1 конно-артиллерийская батарея (76,2-мм полковых пушек 4 штуки), 1 противотанковая артиллерийская батарея (45-мм противотанковых орудий 4 штуки), 1 миномётная батарея (82-мм миномётов 4 штуки), 1 зенитно-артиллерийская батарея (37-мм зенитных орудий 3 штуки, 4х7,62-мм зенитных установок «Максим» 3 штуки).

- 153-й кавалерийский полк[18].

- В кавалерийском полку: личного состава 1369 чел., 4 сабельных эскадрона (лошадей 1788 голов), 1 пулемётный эскадрон (16 станковых пулемётов), 1 конно-артиллерийская батарея (76,2-мм полковых пушек 4 штуки), 1 противотанковая артиллерийская батарея (45-мм противотанковых орудий 4 штуки), 1 миномётная батарея (82-мм миномётов 4 штуки), 1 зенитно-артиллерийская батарея (37-мм зенитных орудий 3 штуки, 4х7,62-мм зенитных установок «Максим» 3 штуки).

- 18-й танковый полк[18].

- В танковом полку: личного состава ?, быстроходных лёгких танков БТ-7 (БТ-2, БТ-5) 64 штуки, средних бронеавтомобилей БА-10 8 штук, лёгких бронеавтомобилей БА-20 10 штук.

В июне 1941 танковый полк кавдивизии состоял их четырёх танковых эскадронов, броневого эскадрона, а всего имелось 64 быстроходных лёгких танка БТ и 18 бронеавтомобилей.
- 34-й и 40-й конно-артиллерийский дивизион[18].

- В конно-артиллерийском дивизионе: личного состава ?, 122-мм гаубиц 8 штук, 76-мм дивизионных пушек УСВ 8 штук.

- 78-й отдельный зенитный артиллерийский дивизион[18].

В зенитно-артиллерийский дивизионе: личного состава ?, 76,2-мм зенитных орудий
4х7 8 штук,62-мм зенитные установки «Максим» 6 штук.
- 40-й артиллерийский парк[18].
- 27-й сапёрный эскадрон (до 20.7.41 г.)[18].
- 4-й отдельный эскадрон связи[18].
- 25-й медико-санитарный эскадрон[18].
- 32-й отдельный эскадрон химической защиты[18].
- 27-й продовольственный транспорт[18].
- 260-й дивизионный ветеринарный лазарет[18].
- 680-я полевая почтовая станция[18].
- 582-я полевая касса Госбанка[18].

23 июня, понедельник.
Одновременно с ведением обороны полуострова шло отмобилизование полков, дивизий, корпуса. В армию призывались военнообязанные 1918 года и старше, т. е с 23-летнего возраста.
Ставка Главного Командования поставила задачу командующему сухопутными войсками Крыма — одновременно командир 9-го отдельного стрелкового корпуса генерал-лейтенантом П. И. Батовым обеспечить сухопутными войсками Крыма противодесантную оборону побережья. По решению П. И. Батова на побережье Крыма были выдвинуты две дивизии корпуса: 156-я стрелковая дивизия заняла противодесантную оборону восточного побережья от г. Керчи до г. Севастополя, а на западном побережье от г. Севастополя до г. Евпатории оборонялась 106-я стрелковая дивизия. 32-я кавалерийская дивизия находилась в месте постоянной дислокации. Задачи получили все воинские гарнизоны населённых пунктов.
24 июня (вторник)образован Южный фронт. 9-я Отдельная армия и соответственно 9-й отдельный стрелковый корпус вошёл в состав Южного фронта.
1 июля
156-я стрелковая дивизия (361, 417 и 530 стрелковые, 434 артиллерийский полки). Командир дивизии генерал-майор П. В. Черняев.
106-я стрелковая дивизия (397, 442 и 534 стрелковые полки). Командир дивизии комбриг М. С. Ткачёв (до 01.07.1941 г.),
32-я кавалерийская дивизия (65, 86, 121, 153 кавалерийские, 18 танковый полки). Командир дивизии полковник А. И. Бацкалевич. В начале июля дивизия выбыла из состава корпуса.
21 июля
В начале двадцатых чисел июля германцы форсировали реку Днестр в Молдавии. Примерно с этого времени командир 9-го отдельного стрелкового корпуса генерал-лейтенант П. И. Батов, получив соответствующие указания, принял решение а начале строительства полевых укреплений на Перекопском перешейке.
14 августа
Обстановка на Южном фронте ухудшалась. Важное стратегическое и военно-политическое положение Крымского полуострова для защиты тылов фронта подвигло Ставку Верховного Главнокомандования 14 августа на базе 9-го отдельного стрелкового корпуса сформировать 51-ю Отдельную армию на правах фронта с оперативным подчинением ей Черноморского флота. Были проведены новые назначения командиров и усиление войск на полуострове. Командующим армией был назначен генерал-полковник Ф. И. Кузнецов, его заместителем — генерал-лейтенант П. И. Батов. Членами Военного совета были утверждены корпусной комиссар А. С. Николаев и бригадный комиссар Н. В. Малышев, начальником штаба — генерал-майор М. М. Иванов, начальником политотдела — полковой комиссар А. В. Жигунов. Командиром 9-го стрелкового корпуса назначен генерал-майор И. Ф. Дашичев, военным комиссаром корпуса полковой комиссар А. И. Болдырев, начальником штаба корпуса полковник Н. П. Баримов. В состав корпуса вошли 106-я сд (командир полковник А. Н. Первушин, комиссар полковой комиссар И. И. Баранов), 156-я сд (командир генерал-майор П. В. Черняев, комиссар полковой комиссар Р. С. Бубличенко) и прибывшая 271-я сд (командир полковник М. А. Титов, комиссар старший батальонный комиссар П. Г. Гнилуша).
17 августа командующий войсками армии генерал Ф. И. Кузнецов издал категорический приказ: «Войскам армии не допустить врага на Крымский полуостров с суши, моря и воздуха».
20 августа Военный совет 51-й Отдельной армии, учитывая ухудшающуюся обстановку в низовье реки Днепр и незавершённость укреплений обороны крымских перешейков — Перекопкого и Чонгарского, принял решение о новой перегруппировке войск: на правом фланге — появилась 276-я сд, на Арабатской стрелке и Чонгарском перешейке, подчинив её 9-му стрелковому корпусу, далее, в центре, оборону заняла 106-я сд — на южном береге залива Сиваш, на левом фланге, на Перекопском перешейке, 156-я сд, 271-я сд поставлена второй эшелон 9-го оск и сосредоточивалась в районе г. Джанкоя.
21 августа. Военный совет 51-й Отдельный армии потребовал от командиров дивизий к исходу дня 21 августа обеспечить готовность обороны перешейков и предупредил войска: занятые позиции должны быть удержаны во что бы то ни стало — Перекоп является первым и главным рубежом обороны Крыма.
30 августа. Для получения сведений о противнике на дальних подступах к Крыму, командование 51-й армии решило организовало разведку действий противника и его состава двумя отрядами. Первый — в составе разведбатальона под командованием майора Л. М. Кудидзе от 106-й стрелковой дивизии и второй — в составе мотострелковой роты, мотоциклетного отделения, усиленных взводами пулемётной и миномётной рот и огневым взводом противотанкового дивизиона от 156-й сд под командованием начальника разведки дивизии капитана Н. В. Лисового.
26 сентября германцы провели двухчасовую артиллерийскую подготовку и авианалёт и пошли в наступление на Турецкий вал. Войска Оперативной группы войск, в их числе был и 9-й стрелковый корпус вступили в бой. В 10.30 оборона 361-го стрелкового полка 156-й сд была прорвана. Германские войска устремились на с. Волошино и г. Армянск.
К 11.00 положение 156-й сд было уже тяжёлым. Командующий Оперативной группой войск генерал-лейтенант П. И. Батов решает наносить контрудар имеющимися войсками оперативной группы с рубежа развёртывания — Пятихатка, Филатовка, Карпова балка силами 42-й кавдивизии и 271-й сд. 3-я мсд с 5-м танковым полком должна была наступать с рубежа Заливное-Будановка; этот удар наносился в направлении северо-западная окраина г. Армянска через посёлок Деде (Кураевка).
Но оказалось, что в атаку командующий ОГВ смог отправить 13-й мотополк 3-й мсд и 442-м сп из 106-й сд, так как противник напирал на 156-ю сд, а смяв её мог двинуться к Пятиозерью, где войск было мало и не остановили бы они его.
442-й сп 106-й сд взял с. Щемиловку и крепость. Во второй половине дня в атаку в направлении кирпичного завода и северной окраины г. Армянска пошёл 865-й сп 271-й сд, уже подошедшей к району боёв. На кирпичный завод с западной стороны пошёл в атаку 13-й мп (командир полка майор Ерофеев) 3-й мсд. Согласованный удар советских полков заставил 46-ю германскую пехотную дивизию отойти к отметке 27.0 на Перекопском валу. Бой длился до вечера. Германцы ввели в бой полки 73-й и 50-й пехотных дивизий. Германские дивизии оказались сильнее и овладели г. Армянском.
46, 50, 73-я (весь 54-й германский армейский корпус) перешли через Турецкий вал.
27 сентября
На рассвете войска ОГВ нанесли контрудар силами стрелковых дивизий двумя охватывающими ударами г. Армянск. На правом фланге с восточной стороны в направлении кирпичного завода наступала 271-я сд, центре — 42-я кд, на левом фланге с западной стороны в направлении кирпичного завода — 13-й мп 3-й мсд и 5-й танковый полк.
Примерно в 8.30 германцы оставили г. Армянск и отходили к кирпичному заводу. В это время началась атака 3-й мсд. 13-й моторизованный полк 3-й мсд и 5-й танковый полк имели задачу очистить от противника районы с. Волошино и с. Суворово.
5-й танковый полк очистил с. Волошино. На село германцы организовали атаку со стороны с. Суворово, но были отбиты. Танкисты бились с мотопехотой и танками противника и победили. На плечах бегущего противника советские части ворвались в с. Суворово. И уже с этого рубежа 13-й п 3-й мсд атаковал германцев, оборонявшихся западнее г. Армянска.
Полки 3-й смд закрепились северо-западнее г. Армянска на кладбище и кирпичном заводе. 271-я сд также заняла оборону на кирпичном заводе. 42-ю кд противник теснил к г. Армянску.
Весь день войска ОГВ вели ожесточённые бои. Бои шли на кладбище и кирпичном заводе, в районе между г. Армянском и Перекопским валом и непосредственно на валу.
271-я сд (командир дивизии полковник М. А. Титов) оставила кирпичный завод и отошла к с. Щемиловка. 42-ю кавалерийскую дивизию (командир дивизии полковник В. В. Глаголев) германцы оттеснили к г. Армянску, на улицах бой продолжался и ночью.
28 сентября
Утром войска Оперативной Группы войск атаковали противника в районе с. Щемиловка и севернее г. Армянска. 5-й танковый полк 3-й мсд перевалил за Перекопский вал, перехватил дорогу Чаплинка-Армянск, имея задачу преследовать противника в направлении совхоза «Червонный чабан». Он вёл там бой своими 10-ю танками Т-34 с 30 танками противника, препятствуя переходу вражеских резервов через Перекопский вал.
Германские войска получили подкрепление — свежие части 22-й и 170-й германских пехотных дивизий. Напор усилился. Напряжённые бои шли по всему фронту. Советские войска снова отходят опять к г. Армянску. Несколько часов идёт бой в районе кирпичного завода и кладбища, которые переходят из рук в руки.
Ночью получен приказ командующего 51-й армией генерала Ф. И. Кузнецова об отходе войск Оперативной группы войск в Пятиозерье.
29 сентября
На рассвете 29 сентября советские войска вели бой в трёх километрах севернее Перекопского вала в направлении совхоза «Червоный чабан». Но по приказу генерала П. И. Батова войска должны были отойти. 5-й танковый полк в районе восточнее г. Армянска прикрывал отход частей Оперативной группы войск на Ишуньские позиции. Полк задачу выполнил.
Войска 51-й армии заняли для обороны рубежи Ишуньских позиций, изрезанные озёрами. На правом фланге, начиная от берегов залива Сиваш через Карпову Балку и до Киятского озера оборонялась 106-я сд, менее пострадавшая в предыдущих боях. Пушечный и гаубичный артиллерийские полки, командиры полков майор П. А. Паримов и подполковник Г. Б. Авин, вели огонь на подавление и уничтожение противника. Артиллерийские полки 106-й дивизии под командованием начальника артиллерии дивизии полковника В. П. Ланшина преградили путь германцам, дали возможность уставшим и изнурённым в боях частям Оперативной группы и 156-й сд отойти и закрепиться на Ишуньских позициях. Наибольшие потери понёс противотанковый дивизион 106-й сд.

## Второе формирование
Из воспоминаний генерал-лейтенанта И. П. Рослого:

Закончив рекогносцировку и подготовив подробную карту с обозначением районов обороны, включая батальонные, я опять предстал перед командующим фронтом.
Генерал Петров утвердил схему оборонительного рубежа и, откинувшись на спинку стула, неожиданно спросил, не хочу ли я снова командовать корпусом.
Я ответил, что это было бы пределом моих желаний.
Разговор с командующим фронтом состоялся в конце мая, а уже 18 июня я вступил в командование 9-м Краснознаменным стрелковым корпусом. Мой предшественник — генерал-майор М. К. Зубков отбыл к новому месту службы, и меня встретил начальник штаба корпуса подполковник Е. И. Шикин…
В корпусе Емельян Иванович находился совсем недолго, а о его боевом пути, о славных традициях рассказывал горячо, я бы даже сказал, с упоением. Это тоже характеризует человека. А корпус и впрямь заслуживал добрых слов. Его боевая слава была всецело связана с боями на Кавказе, где соединение хорошо проявило себя и в оборонительных и в наступательных боях. Особенно отличился корпус при освобождении Моздока, за что был удостоен ордена Красного Знамени. В последующем, наступая по широким просторам Северного Кавказа, корпус прошёл с боями тысячекилометровый путь и освободил 1128 населённых пунктов.
В момент же моего прибытия корпус занимал боевой рубеж на Таманском полуострове, где войска Северо-Кавказского фронта готовились нанести последний и решающий удар по врагу, прижатому со всех сторон к морю.
— Рослый И. П. «Последний привал — в Берлине». — М.: Воениздат, 1983.
Корпус принимал активное участие в наступательных операциях 1944 и 1945 годов, в том числе в боевых действиях по удержанию и расширению плацдарма в районе Кюстрина (февраль—март 1945).

### Подчинение
| На дату       | Фронт (округ)     | Армия | Примечания |  |
| -             | 44-я Армия        | -     | -          |  |
| ?30.08.1943-? | 5-я Ударная Армия | -     | -          |  |

## Награды
- 28 апреля 1943 года —  Орден Красного Знамени — награжден указом Президиума Верховного Совета СССР от 28 апреля 1943 года за образцовое выполнение боевых заданий командования на фронте борьбы с немецкими захватчиками и проявленные при этом доблесть и мужество.[22]
- 5 апреля 1945 года — Почетное наименование «Бранденбургский» — присвоено приказом Верховного Главнокомандующего № 058 от 5 апреля 1945 года за отличие в боях при вторжении в провинцию Бранденбург.
- 11 июня 1945 года —  Орден Суворова II степени — награжден указом Президиума Верховного Совета СССР от 4 июня 1945 года за образцовое выполнение заданий командования в боях немецкими захватчиками при овладении столицей Германии городом Берлин и проявленные при этом доблесть и мужество.[23]

## Состав

### 1954 год
- управление
- 94-я гвардейская стрелковая дивизия
- 18-я механизированная дивизия

### Командиры
| Дата                  | Имя             | Звание            | Примечания |
| --------------------- | --------------- | ----------------- | ---------- |
| ?-?17.06.1943         | М. К. Зубков    | генерал-майор     |            |
| ?-14.06.1943          | М. К. Зубков    | генерал-майор     |            |
| 15.06-05.07.1943      | Г. Т. Зуев      | полковник         | врид       |
| 06.07.1943-00.04.1947 | И. П. Рослый    | генерал-лейтенант |            |
| 00.04.1947-00.04.1947 | Д. В. Гордеев   | генерал-лейтенант |            |
| 00.09.1949-09.11.1951 | И. Д. Романцов  | генерал-майор     |            |
| 00.12.1951-00.02.1953 | А. Н. Инаури    | генерал-майор     |            |
| 00.02.1954-00.06.1956 | П. Л. Романенко | генерал-майор     |            |

### Начальники штаба
| Дата                           | Имя           | Звание                  | Примечания |
| ------------------------------ | ------------- | ----------------------- | ---------- |
| на 10.09.1943 — до конца войны | Е. И. Шикин   | подполковник, полковник |            |
| 00.03.1947-00.09.1949          | С. М. Тарасов | генерал-майор           |            |

## О корпусе в мемуарах
23 апреля наибольшего успеха в штурме Берлина добился 9-й стрелковый корпус под командованием Героя Советского Союза генерал-майора И. П. Рослого. Воины этого корпуса решительным штурмом овладели Карлсхорстом, частью Копеника и, выйдя к Шпрее, с ходу форсировали её.
Здесь, как мне рассказывали, в боях особенно отличился штурмовой отряд во главе с заместителем командира дивизии подполковником Ф. У. Галкиным. После захвата Карлсхорста отряд при наступлении на Трептов-парк с ходу захватил крупнейшую электростанцию Берлина — Румельсбург, которую гитлеровцы подготовили к взрыву. Когда отряд Ф. У. Галкина ворвался на электростанцию, она ещё была на полном ходу. Станцию немедленно разминировали. ……

За организованность, мужество и героизм, проявленные при захвате электростанции Румельсбург, стремительное форсирование реки Шпрее, за овладение многими объектами подполковнику Ф. У. Галкину, подполковнику А. М. Ожогину и подполковнику А. И. Левину было присвоено звание Героя Советского Союза.
— Четырежды Герой Советского Союза  Маршал Советского Союза  Жуков Г.К. Воспоминания и размышления. Том 2. 3-е издание.   -  М.:  Издательство Агентства печати Новости , 1978. С.307.

## Люди служившие в управлении корпуса
- Набатов, Дмитрий Романович — в  1932-1935 гг. служил заместителем  начальника штаба  корпуса.